# اگنام لیدوبه
اگنام لیدوبه (به لاتین: Agnam Lidoubé) یک منطقهٔ مسکونی در سنگال است که در Matam, Senegal واقع شده‌است.

## خصوصیات
اگنام لیدوبه ۳۶۲ نفر جمعیت دارد.